# 和和影业
和和影业，全称和和（上海）影业有限公司，中国的一家影视投资公司，2016年电影《美人鱼》的保底方。

## 简介
该公司成立于成立于2013年7月10日，注册资本为300万，成立之初，其股东为和和（上海）股权投资基金管理有限公司（95%）、张佳琨（5%）。和和和基金是一家成立于2013年5月22日的私募基金公司。后股权变更，注册资本由原本的300万增至3000万，五矿国际信托有限公司成为其大股东，持股达90.0%，和和基金、张佳琨持股占比分别为9.5%、0.5%。五矿信托是中国五矿集团于2010年10月8日设立的一家从事信托业务的非银行金融机构。
2016年11月28日，阿里巴巴影业集团宣布战略投资和和影业。投资完成后阿里影业将持有和和影业30%的股份，成为其第二大股东。

## 参投影片
- 曹保平导演电影《追凶者也》
- 刘奋斗导演电影《冠军的心》
- 孔二狗编导电影《大嘴巴子》
- 宋文导演电影《野蛮生长》